# Francesco di Paola di Borbone-Spagna
Francesco di Paola di Borbone-Spagna (Aranjuez, 10 marzo 1794 – Madrid, 13 agosto 1865) fu un infante di Spagna.
Appassionato di arti, era un membro onorario della Real Academia de Bellas Artes de San Fernando (1816).
Fu Gran Maestro della Massoneria spagnola (Grande Oriente Nazionale di Spagna). Nel 1839 fu eletto Sovrano Gran Commendatore del Supremo Consiglio del 33º grado per la Spagna del Rito Scozzese Antico ed Accettato, carica che occupò fino al 1844.

## Biografia
Nato al Palazzo Reale di Aranjuez, l'infante Francesco di Paola era il quattordicesimo e ultimo figlio di Carlo IV di Spagna e di sua moglie Maria Luisa di Borbone-Parma, nipote del re Luigi XV di Francia. Essendo il più giovane di una famiglia numerosa, era il preferito di sua madre. Suo padre aveva una passione per la caccia e per gli orologi, ma era poco interessato agli affari politici, tanto che finì per assumere un ruolo passivo nella direzione del proprio regno, lasciando il governo alla moglie e al primo ministro Manuel Godoy. La regina Maria Luisa dominava completamente il re; le mancava però l'acume politico necessario per mantenere il potere da sola, quindi depose la sua fiducia e il dominio di governo a Godoy. Voci di corte attribuivano la paternità di Francesco e di sua sorella Maria Isabella, non al re, ma a Godoy. Tuttavia, biografi e storici recenti hanno considerato queste affermazioni come non veritiere.
Da bambino Francesco aveva i capelli biondi, gli occhi castani e un'espressione tenera. La sua educazione fu diversa da quella dei fratelli maggiori: il piano di studi a lui assegnato si ispirava alle teorie pedagogiche di Johann Heinrich Pestalozzi. Cercando di implementare questo sistema di educazione in tutta la Spagna, Godoy convinse la coppia reale ad applicarlo al loro figlio più giovane. Sebbene i suoi genitori desideravano che Francesco intraprendesse una carriera nella marina spagnola, l'educazione dell'infante fu bruscamente interrotta dall'invasione napoleonica in Spagna.
Con il pretesto di risolvere le divergenze tra Carlo IV e suo figlio maggiore Ferdinando VII, che assunse il governo dopo l'ammutinamento di Aranjuez, Napoleone invitò padre e figlio a un incontro a Bayonne, spingendoli entrambi a rinunciare alla corona spagnola a suo favore. Dopo aver raggiunto il suo obiettivo, Napoleone concesse la Spagna a suo fratello Giuseppe Bonaparte e ordinò ai restanti membri della famiglia reale spagnola di lasciare il paese. 
Mentre i suoi genitori e fratelli maggiori erano a Bayonne con Napoleone, Francesco, allora quattordicenne, fu lasciato al Palazzo Reale di Madrid con sua sorella, la deposta regina d'Etruria, e i suoi figli. Il 2 maggio 1808, alla partenza di Francesco di Paola, ultimo maschio della famiglia reale rimasto in terra spagnola, una folla si radunò davanti al Palazzo Reale nel tentativo di impedirne l'allontanamento. L'apparizione di Francesco, pallido e sopraffatto dall'emozione, commosse la folla: benché fosse scarsamente armata, la popolazione si scontrò con le truppe francesi. La rivolta popolare spontanea contro gli invasori francesi si diffuse in tutta Madrid, ma il generale Murat represse brutalmente la ribellione.

### Esilio
Per i successivi sei anni tutti i membri della famiglia reale spagnola vissero in esilio. Ferdinando VII, suo fratello l'Infante Don Carlo e il loro zio, il vecchio Infante Don Antonio, furono confinati sotto stretta sorveglianza al castello di Valençay. Francesco, ancora adolescente, era l'unico figlio autorizzato ad accompagnare i suoi genitori in esilio in Francia.
Il re Carlo IV, la regina e l'infante Francisco de Paula, sempre seguiti da Godoy, si installarono al castello di Compiègne. Alla ricerca di un clima più caldo, si trasferirono a Marsiglia nell'ottobre 1808. Trascorsero lì i successivi quattro anni, in circostanze sempre più tese. La sorella dell'Infante, l'ex regina d'Etruria, fu imprigionata in un convento a Roma da Napoleone. Per essere più vicini a lei – e con bei ricordi dei loro primi anni a Napoli e Parma – i genitori di Francesco si trasferirono con lui a Roma nel luglio 1812. Si stabilirono a Palazzo Borghese. Durante i Cento Giorni, in seguito alla fuga di Napoleone dall'Elba, Murat, re di Napoli dal 1808, marciò su Roma in nome dell'imperatore. La famiglia fuggì a Verona. Dopo la definitiva sconfitta di Napoleone, la famiglia reale tornò a Roma, trasferendosi a Palazzo Barberini. 
Durante l'esilio, l'educazione di Francesco fu trascurata. Godoy, che condivideva la stessa casa con la famiglia reale deposta, gli diede alcune lezioni. A Roma, i genitori di Francesco cercarono di condurlo a una carriera ecclesiastica. Ricevette ordini minori, indossò quotidianamente abiti religiosi e il Papa si offrì di farlo cardinale. Tuttavia Francesco non aveva una vera inclinazione per la vita clericale. Senza fratelli vicini alla sua età, la compagnia costante di Francesco era la figlia di Godoy, Carlota de Godoy Borbon, duchessa di Sueca. Nel 1814 Francesco de Paula aveva vent'anni e Carlota quattordici. Siccome si volevano bene, la regina Maria Luisa volle che si sposassero. Francesco de Paula era riluttante. Scontento della presenza opprimente di Godoy e della corruzione che lo circondava, l'Infante scrisse a suo fratello il re, chiedendogli di poter rinunciare ai suoi ordini religiosi e di poter invece seguire una carriera nell'esercito spagnolo. Ferdinando VII, restaurato sul trono spagnolo dopo la caduta di Napoleone, richiamò suo fratello in Spagna per vanificare la prospettiva di un matrimonio con la figlia di Godoy. Nell'agosto 1816, sia Carlos IV che la regina Maria Luisa permisero al figlio più giovane di partire poiché il suo comportamento a Roma aveva creato preoccupazione. 
L'Infante lasciò Roma il 22 novembre 1816. Mentre era a Lione in viaggio per la Spagna, rimase coinvolto in uno scandalo che fece deragliare il viaggio. Si scoprì che aveva preso come amante l'amante di uno dei suoi servi, che approfittò finanziariamente della situazione. L'Infante chiese perdono. Ferdinando VII perdonò il fratello ma ritardò il suo ritorno a Madrid, ordinandogli di viaggiare per le corti europee. Per i successivi diciassette mesi l'Infante visitò Parigi, Bruxelles, Amsterdam, Francoforte, Berlino, Weimar, Lipsia, Dresda, Praga e Vienna. C'erano piani per farlo sposare con una principessa di Sassonia. Nel dicembre 1817, Carlo IV propose di sposare Francesco con una delle figlie gemelle del re di Baviera. Nessuno di questi due progetti è andato a buon fine. L'Infante voleva sposare sua nipote, la Principessa Maria Luisa Carlota di Parma, allora quattordicenne. Tuttavia, la madre della principessa, Maria Luisa (ex regina d'Etruria), si oppose all'unione, ritenendo il fratello ventiduenne troppo temerario per la giovane figlia. Nel marzo 1818, Ferdinando VII, pressato dalla moglie Isabella di Braganza, ordinò infine al fratello di tornare in Spagna.

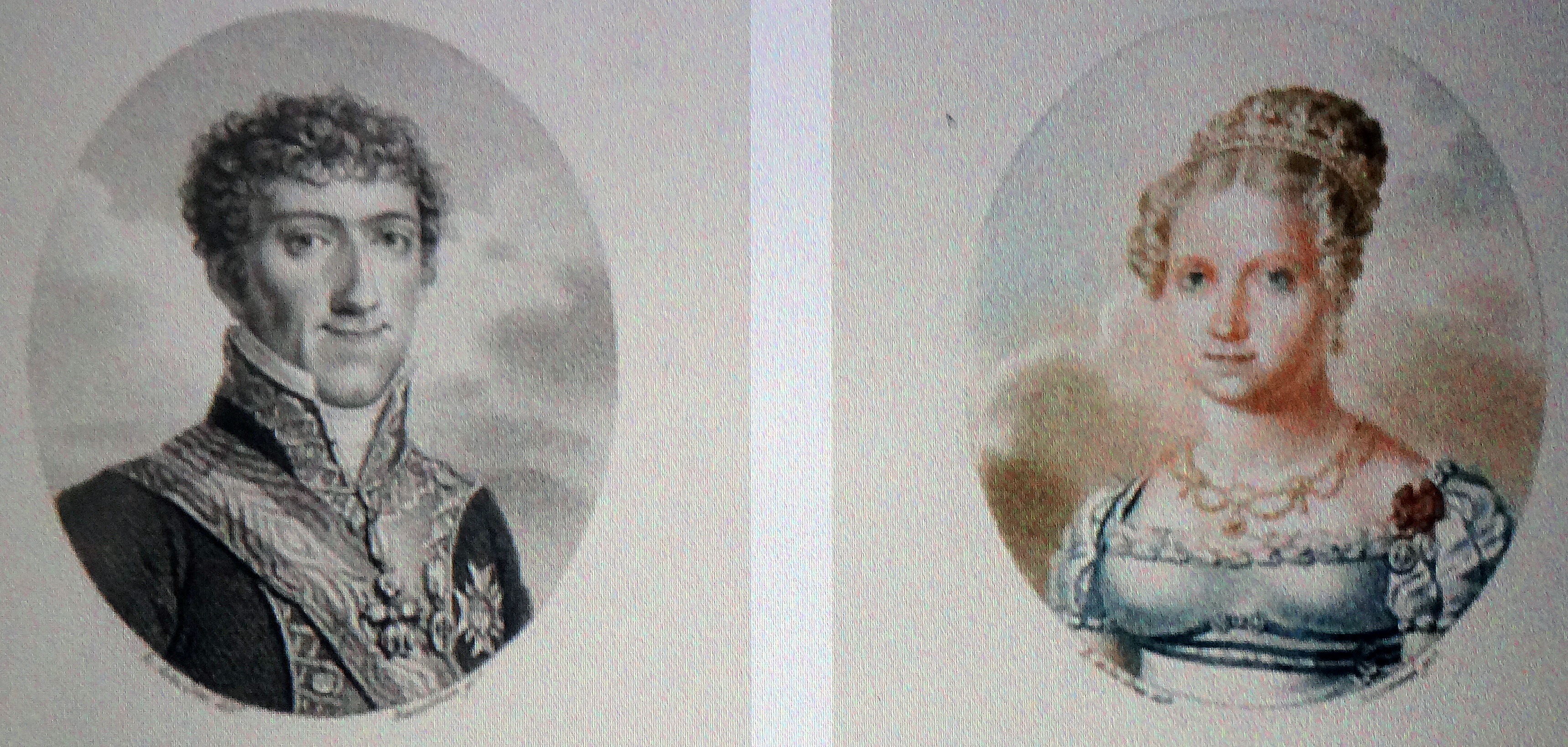
L'Infante Francesco di Paola e Luisa Carlotta di Borbone-Due Sicilie.

## Matrimoni

### Primo matrimonio
L'infante Francesco tornò in Spagna nell'aprile 1818. Ferdinando VII non permise a suo fratello una posizione di comando nell'esercito spagnolo come aveva desiderato Francesco, ma per il resto lo inondò di onori e privilegi. L'Infante fu nominato Cavaliere degli ordini di Santiago, Calatrava, Alcántara e Montesa, oltre ad avere il controllo e le rendite di alcune delle grandi proprietà che questi ordini detenevano in Spagna. Divenne anche un cavaliere anziano degli ordini di San Giovanni di Gerusalemme che portò benefici simili. Ha ricevuto l'ordine francese di Santo Spirito ed è stato nominato membro onorario della Real Academia de Bellas Artes de San Fernando. 
Quando l'infante Francesco si stabilì nel Palazzo Reale, suo padre, Carlos IV, poco prima della sua morte, negoziò il matrimonio di Francesco con la principessa Luisa Carlotta di Borbone-Due Sicilie. Ciò avvenne con il consenso di Ferdinando VII. Luisa Carlotta era la figlia maggiore di Francesco I delle Due Sicilie e di Maria Isabella di Borbone-Spagna, sorella dell'infante Francesco. Questa era un'unione tra zio e nipote. La coppia si sposò per procura il 15 aprile 1819. Il 14 maggio Luisa Carlotta arrivò a Barcellona. Il matrimonio ebbe luogo il 9 giugno 1819 al Palazzo Reale di Madrid. Francesco aveva venticinque anni e Luisa Carlotta solo quindici. Era vivace, spiritosa, volitiva, irascibile e ambiziosa. Luisa Carlotta dominò rapidamente suo marito, conquistò il cuore del re e iniziò a produrre figli a cui fu concesso il grado e lo status di Infanti di Spagna. La coppia ebbe undici figli: 
- Francesco d'Assisi Luigi, Infante di Spagna (1820-1821);
- Isabella, Infanta di Spagna (1821-1897), sposò il conte Ignaz Gurowski;
- Francesco d'Assisi, Duca di Cadice, re-consorte di Spagna (1822-1902), sposò la regina Isabella II di Spagna, sua cugina;
- Enrico Maria Ferdinando, Duca di Siviglia (1823-1870), sposò Elena de Castellvi y Shelly-Fernandez de Cordova;
- Luisa Teresa, Infanta di Spagna (1824-1900), sposò José Maria Osorio de Moscoso, duca di Sessa;
- Duarte Filippo, Infante di Spagna (1826-1830);
- Giuseppina, Infanta di Spagna (1827-1920), sposò José Güell y Rente;
- Teresa, Infanta di Spagna (1828-1829);
- Ferdinando, Infante di Spagna (1832-1854);
- Maria Cristina, Infanta di Spagna (1833-1902), sposò il cugino, l'Infante Sebastiano di Borbone-Spagna;
- Amalia Filippina, Infanta di Spagna (1834-1905), sposò Adalberto Guglielmo di Baviera.

La famiglia viveva in un'ala del palazzo reale di Madrid e trascorreva periodi anche nei palazzi della Granja, Aranjuez e Siviglia. La posizione di Francesco di Paola e di sua moglie a corte era, tuttavia, modesta. L'Infante era solo il quinto nella linea di successione. Sperando di avere discendenti, Ferdinando VII, che non ebbe figli dalle sue prime due mogli, si sposò per la terza volta quattro mesi dopo il matrimonio di Francesco. Durante il 1820 la Spagna era un paese in costante tumulto politico, affrontando difficoltà economiche. L'economia era stata devastata dalla guerra d'indipendenza dalla Francia e dalla perdita delle colonie spagnole nelle Americhe continentali. Una rivoluzione nel 1820 impose a Ferdinando VII la costituzione liberale del 1812. Questo periodo durò tre anni. Nel 1823, con l'approvazione di Gran Bretagna, Francia, Russia, Prussia e Austria, un esercito francese invase la Spagna e ripristinò il potere assoluto del re. Continuarono le continue tensioni politiche tra liberali e conservatori, che avevano il sopravvento. In questa lotta politica, Francesco, grato, leale e sottomesso a suo fratello il re, sostenne le politiche conservatrici di Ferdinando VII.. Tuttavia, poiché le opinioni politiche dell'infante erano moderate, il partito ultra-realista a corte lo considerava un liberale.
Di carattere placido, l'infante era più interessato all'arte che alla politica. L'Infante, che nella sua infanzia aveva ricevuto lezioni di disegno dal pittore e miniatore di corte Antonio Carnicero, era egli stesso un pittore dilettante. Alcune delle sue opere, tra cui un dipinto ad olio di San Girolamo, sono sopravvissute. La passione principale dell'Infante era la musica. Fino a quando non fu costretto a lasciare la Spagna per l'esilio nel 1808, ricevette lezioni di musica da Pedro Anselmo Marchal e lezioni di violino da Francesco Vaccari. L'Infante era un abile cantante con una buona voce da basso. Le sue stanze a Palazzo Reale erano un luogo di ritrovo per musicisti e cantanti e lui cantava con loro. L'Infante cantava anche durante le serate musicali al palazzo reale in compagnia di cantanti professionisti. Dalla sua giovinezza fino alla fine della sua vita, Francesco raccolse una vasta collezione di spartiti. Questa collezione, acquisita dalla Biblioteca Nacional de España, è stata conservata fino ad oggi. Quando Ferdinando VII creò il Conservatorio Reale di Madrid nel 1830, l'infante fu nominato membro onorario.

### Secondo matrimonio
Sposò, il 19 dicembre 1852, Teresa de Arredondo y Ramirez de Arellano. Ebbero un figlio:
- Ricardo María de Arredondo (1852–1872)[31], duca di San Ricardo[32]

## Lotte politiche
Ferdinando VII rimase senza figli durante il 1820. La sua terza moglie, Maria Giuseppa Amalia di Sassonia, era sterile. Ci si aspettava che gli succedesse il fratello, l'infante Carlo. Religioso e conservatore, Carlo era sposato con l'infanta portoghese Maria Francesca di Braganza. La coppia ebbe tre figli. L'infante Francesco sostenne le opinioni politiche assolutistiche dei suoi fratelli anche se le sue erano liberali più moderate, ma la sua energica moglie lo trascinava costantemente in infinite lotte politiche. Luisa Carlotta, sebbene costantemente incinta, era impicciata di un vivo interesse per gli affari di governo. Poiché nutriva rancore verso Maria Francesca e la sorella di Maria Francesca, Maria Teresa, Principessa di Beira (vedova del cugino di Francesco, l'Infante Pietro Carlo), Luisa Carlotta era determinata ad evitare che Carlo diventasse re dopo la morte di Ferdinando VII. L'occasione si presentò con la morte della regina Maria Giuseppa nel maggio 1829. In buoni rapporti con il cognato, Luisa Carlotta convinse il re a sposare sua sorella Maria Cristina delle Due Sicilie. Il loro matrimonio ebbe luogo nel dicembre dello stesso anno. La maggiore delle due figlie di Ferdinando VII e Maria Cristina, Isabella, divenne erede della corona grazie in gran parte all'intervento di Luisa Carlotta. Carlo e la sua famiglia si opposero al cambio di successione e dovettero lasciare il paese. Ferdinando VII morì poco dopo, il 29 settembre 1833.
All'ascesa al trono di Spagna di Isabella II di Spagna, sotto la reggenza della regina Maria Cristina, l'infante Francesco rimase deluso per non essere stato incluso nel nuovo governo. Tre mesi dopo la morte di Ferdinando VII, Maria Cristina contrasse segretamente un matrimonio morganatico con un sergente della guardia reale. Luisa Carlotta litigò con la sorella per questo matrimonio. Nel giro di pochi mesi, Francesco e sua moglie cominciarono a cospirare contro la reggente con l'appoggio dei liberali. La Spagna precipitò nel tumulto quando Carlo e i suoi seguaci ultra-realisti hanno tentato di prendere il potere con la forza, scatenando una guerra civile (1833 -1839). Maria Cristina mantenne il potere con l'aiuto dei moderati. Diffidava della sua ambiziosa sorella e quando nel 1837 Francesco rivendicò un posto in senato, Maria Cristina rifiutò di approvare la sua nomina. Questo non solo sventò la nomina dell'Infante, ma cementò l'inimicizia tra Luisa Carlotta e sua sorella, la Regina reggente. La loro relazione non si riprese mai. Per i successivi cinque anni Francesco e sua moglie intrigarono contro Maria Cristina, minando il suo potere. Questi intrighi politici erano tali che Maria Cristina ordinò all'infante Francesco e alla sua famiglia di trasferirsi all'estero.

### Secondo esilio
Nella primavera del 1838 l'infante Francesco, sua moglie e i loro figli si stabilirono in esilio in Francia accompagnati dal segretario personale dell'infante, il conte di Parcent. Trovarono una posizione di rilievo alla corte di Luigi Filippo, la cui moglie, la regina Maria Amalia, era zia dell'infanta Luisa Carlotta. La duchessa di Dinoche conobbe don Francesco e la sua famiglia alla corte francese, li descrisse così: "L'Infanta è molto bella, con un viso che, sebbene slavato, è nondimeno severo, con un modo di parlare rude. Molto a disagio con lei, sebbene fosse molto cortese. Suo marito ha i capelli rossi e brutto, e l'intera tribù dei piccoli infanti, ragazzi e ragazze, è assolutamente detestabile". Nel frattempo, in Spagna, il generale Espartero, accreditato per la vittoria sui carlisti nel 1839, prese la carica di primo ministro. Ben presto divenne praticamente un dittatore e costrinse la regina Maria Cristina a dimettersi dalla reggenza, mandandola in esilio in Francia nell'ottobre 1840. La caduta di Maria Cristina aprì le porte al ritorno in Spagna dell'infante Francesco.
Una volta tornati in Spagna, Francesco e Luisa Carlotta si stabilirono inizialmente a Burgos poiché Espartero vietava loro di avvicinarsi alla capitale. Alla fine, il reggente cedette e permise loro di vivere a Madrid, ma non nel Palazzo Reale. La coppia sperava di esercitare un'influenza sulla regina e promuovere il loro piano di sposare Isabella II e sua sorella, l'Infanta Luisa Ferdinanda, con i loro figli l'Infante Don Francesco d'Assisi e Don Enrico. Quando cercarono di fare pressione su Espartero per autorizzare i doppi matrimoni, li bandì a Saragozza nell'agosto 1842.
Giunto a Saragozza nell'ottobre 1842, l'Infante e sua moglie furono al centro dell'opposizione del governo di Espartero. A novembre, i sostenitori dell'Infante tentarono di provocare un colpo di stato rovesciando la reggenza in favore di don Francesco. Quando il piano fu scoperto, Espartero espulse nuovamente l'infante e sua moglie dalla Spagna. Tuttavia il suo nuovo esilio fu di breve durata. Nel luglio 1843, un'insurrezione militare combinata con una congiura dei moderati rovesciò la reggenza. I ribelli dichiararono la regina Isabella maggiorenne ed Espartero andò in esilio in Inghilterra.
L'infante Francesco tornò a Madrid con la sua famiglia. Da allora vissero nella loro residenza, il Palazzo di San Juan, costruito nel 1815 da Ferdinando VII, vicino al parco di El Retiro. Avevano anche una casa nelle immediate vicinanze del Palazzo Reale. Il 29 gennaio 1844, Luisa Carlotta morì improvvisamente di morbillo, all'età di 39 anni. Rimasto vedovo, Francesco continuò a vivere nel palazzo di San Juan. Desiderò risposarsi e fece una proposta alla cognata e nipote la principessa Maria Carolina delle Due Sicilie, ma il progetto non andò a buon fine. Ha rinnovato i suoi sforzi nel suo piano di far sposare le sue nipoti ai suoi due figli, ma non ebbe successo. Tuttavia, sotto la pressione della diplomazia francese, Maria Cristina, che personalmente non amava suo nipote Francesco d'Assisi, accettò di sanzionare il matrimonio di sua figlia, la regina Isabella, con suo cugino. Antonio, duca di Montpensier, il figlio più giovane del re Luigi Filippo di Francia, fu scelto come marito dell'infanta Luisa Ferdinanda. L'infante Don Enrico rifiutato fu coinvolto in una cospirazione e dovette andare in esilio.

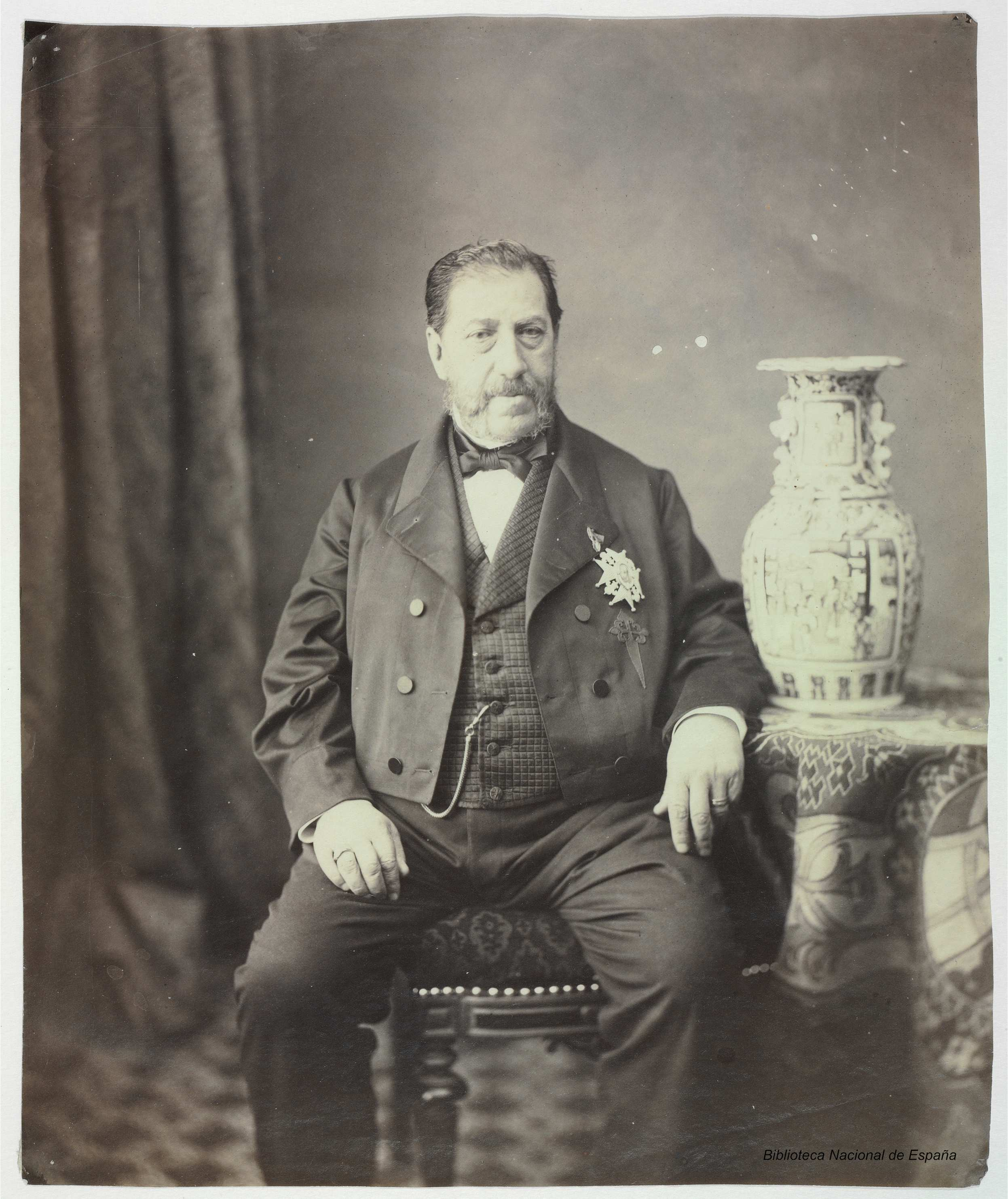
L'Infante Francesco di Paola (fotografia dell'InfanteSebastiano di Borbone-Spagna.

## Morte
Quando suo figlio, Francesco d'Assisi, divenne re consorte il 10 ottobre 1846, il profilo di Francesco di Paula a corte crebbe. Era benvoluto da Isabella II e una delle sue figlie, l'Infanta Giuseppina, divenne la migliore amica della regina. Tuttavia, il matrimonio tra suo figlio e sua nipote fu infelice. Nel 1849, l'infante tentò di intervenire nel tentativo di riconciliare i coniugi. Si schierò con la regina, ma poiché allo stesso tempo le suggeriva di formare un gabinetto con membri del partito progressista, il governo moderato lo espulse dalla Spagna. Nel 1850 gli fu permesso di tornare.
Tornato in Spagna, l'infante fu coinvolto in uno scandalo. È stato trovato mentre giocava a giochi sessuali con due donne con gli occhi bendati. Le donne furono allontanate dalla polizia. Vissero una vita discreta nel palazzo di San Juan. Appariva spesso agli eventi di corte, ma sempre senza sua moglie. Nel suo testamento, l'infante Francesco cercò di proteggere l'eredità del figlio più giovane e lo mise sotto la custodia della regina Isabella II. Meno di un anno dopo la sua seconda vedovanza, l'infante morì di cancro al colon il 13 agosto 1865. Avrebbe voluto essere sepolto nella chiesa di San Francisco, ma fu sepolto all'Escorial come era dovuto a una persona del suo rango. 

## Ascendenza
|                                     |                     |                                | Genitori                                     |  |  | Nonni |  |  | Bisnonni            |  |  | Trisnonni              |  |
|                                     |                     |                                |                                              |  |  |       |  |  | Filippo V di Spagna |  |  | Luigi, il Gran Delfino |  |
|                                     |                     |                                |                                              |  |  |       |  |  | Filippo V di Spagna |  |  | Luigi, il Gran Delfino |  |
|                                     |                     | Maria Anna Vittoria di Baviera |                                              |  |  |       |  |  | Filippo V di Spagna |  |  |                        |  |
| Carlo III di Spagna                 |                     |                                |                                              |  |  |       |  |  | Filippo V di Spagna |  |  |                        |  |
|                                     |                     | Elisabetta Farnese             | Odoardo II Farnese                           |  |  |       |  |  |                     |  |  |                        |  |
|                                     |                     | Elisabetta Farnese             | Odoardo II Farnese                           |  |  |       |  |  |                     |  |  |                        |  |
|                                     |                     | Elisabetta Farnese             | Dorotea Sofia di Neuburg                     |  |  |       |  |  |                     |  |  |                        |  |
| Carlo IV di Spagna                  |                     | Elisabetta Farnese             |                                              |  |  |       |  |  |                     |  |  |                        |  |
|                                     |                     | Augusto III di Polonia         | Augusto II di Polonia                        |  |  |       |  |  |                     |  |  |                        |  |
|                                     |                     | Augusto III di Polonia         | Augusto II di Polonia                        |  |  |       |  |  |                     |  |  |                        |  |
|                                     |                     | Augusto III di Polonia         | Cristiana Eberardina di Brandeburgo-Bayreuth |  |  |       |  |  |                     |  |  |                        |  |
| Maria Amalia di Sassonia            |                     | Augusto III di Polonia         |                                              |  |  |       |  |  |                     |  |  |                        |  |
|                                     |                     | Maria Giuseppa d'Austria       | Giuseppe I d'Asburgo                         |  |  |       |  |  |                     |  |  |                        |  |
|                                     |                     | Maria Giuseppa d'Austria       | Giuseppe I d'Asburgo                         |  |  |       |  |  |                     |  |  |                        |  |
|                                     |                     | Maria Giuseppa d'Austria       | Guglielmina Amalia di Brunswick-Lüneburg     |  |  |       |  |  |                     |  |  |                        |  |
| Francesco di Borbone-Spagna         |                     | Maria Giuseppa d'Austria       |                                              |  |  |       |  |  |                     |  |  |                        |  |
|                                     | Filippo V di Spagna | Luigi, il Gran Delfino         |                                              |  |  |       |  |  |                     |  |  |                        |  |
|                                     | Filippo V di Spagna | Luigi, il Gran Delfino         |                                              |  |  |       |  |  |                     |  |  |                        |  |
|                                     | Filippo V di Spagna | Maria Anna Vittoria di Baviera |                                              |  |  |       |  |  |                     |  |  |                        |  |
| Filippo I di Parma                  | Filippo V di Spagna |                                |                                              |  |  |       |  |  |                     |  |  |                        |  |
|                                     |                     | Elisabetta Farnese             | Odoardo II Farnese                           |  |  |       |  |  |                     |  |  |                        |  |
|                                     |                     | Elisabetta Farnese             | Odoardo II Farnese                           |  |  |       |  |  |                     |  |  |                        |  |
|                                     |                     | Elisabetta Farnese             | Dorotea Sofia di Neuburg                     |  |  |       |  |  |                     |  |  |                        |  |
| Maria Luisa di Borbone-Parma        |                     | Elisabetta Farnese             |                                              |  |  |       |  |  |                     |  |  |                        |  |
|                                     |                     | Luigi XV di Francia            | Luigi di Borbone-Francia                     |  |  |       |  |  |                     |  |  |                        |  |
|                                     |                     | Luigi XV di Francia            | Luigi di Borbone-Francia                     |  |  |       |  |  |                     |  |  |                        |  |
|                                     |                     | Luigi XV di Francia            | Maria Adelaide di Savoia                     |  |  |       |  |  |                     |  |  |                        |  |
| Luisa Elisabetta di Borbone-Francia |                     | Luigi XV di Francia            |                                              |  |  |       |  |  |                     |  |  |                        |  |
|                                     |                     | Maria Leszczyńska              | Stanislao Leszczyński                        |  |  |       |  |  |                     |  |  |                        |  |
|                                     |                     | Maria Leszczyńska              | Stanislao Leszczyński                        |  |  |       |  |  |                     |  |  |                        |  |
|                                     |                     | Maria Leszczyńska              | Caterina Opalińska                           |  |  |       |  |  |                     |  |  |                        |  |
|                                     |                     | Maria Leszczyńska              |                                              |  |  |       |  |  |                     |  |  |                        |  |